# ダレスト (クレーター)
ダレスト (d'Arrest) は、月にある衝突クレーター。静かの海の西端に位置している。ドイツの天文学者ハインリヒ・ダレストにちなんで名づけられた。
ダレストの底面は溶岩によって覆われており、平坦な地形をしている。中央丘は完全に埋没し、外部から確認することはできない。ダレストの周壁の外側はところどころ崩壊し、いくつかに分離している。特に南方の周壁は完全に崩壊し、大きな隙間が空いている。北西部の周壁がわずかに完全な形で残っている。
ダレストのすぐ北方25キロメートルにはド・モルガン、さらにその北方にはケーリーが位置している。ダレストの南東にはドランブルが位置している。

## 従属クレーター
ダレストのごく近くにある小さな無名のクレーターについては、アルファベットを付加することによって識別される。
| 名称 | 月面緯度    | 月面経度     | 直径  |
| ---- | ----------- | ------------ | ----- |
| A    | 北緯 1.9 度 | 東経 13.7 度 | 4 km  |
| B    | 北緯 1.0 度 | 東経 13.6 度 | 5 km  |
| M    | 北緯 1.9 度 | 東経 13.6 度 | 23 km |
| R    | 北緯 0.5 度 | 東経 15.6 度 | 19 km |